# Dana Gas
Dana Gas est la principale société régionale de gaz naturel du secteur privé du Moyen-Orient.
C'est une entreprise émiratie du secteur énergétique qui fait partie de l'indice S&P/IFCG Extended Frontier 150, représentant la performance de 150 des principales capitalisations boursières des marchés frontières. Elle est basée a Abu Dhabi.

## Historique
Dana Gas a été créée en 2005 par le prince d'Arabie saoudite Turki Ibn Abdhallah Ibn Abdelaziz Al Saoud et par le sheikh Khalid Wahib Al Dawri Al Yawar Al Jarba.
En mai 2009, Dana Gas et Crescent Petroleum signe un accord avec MOL et OMV, les actionnaires du projet de gazoduc Nabucco, pour un partenariat stratégique dans le développement de champs gaziers dans le Kurdistan irakien.
En septembre 2013, la société signe un contrat de 17 millions de dollars pour la fabrication d'une plate-forme offshore pour la zone Zora située aux EAU.
En juin 2015, Dana Gas confirme qu'elle a conclu un accord avec BP (British Petroleum). Il est prévu dans cet accord que la compagnie anglaise va transporter le gaz de Dana Gas pour le forage d'un premier puits d'exploration dans la zone de concession El Matariya, dans le delta du Nil en Égypte. Une concession qui a été décernée à BP et à Dana lors du cycle d'enchère international EGAS 2014.
En avril 2016, les dirigeants de la compagnie informe du début de la production du champ de gaz Zora. Un champ de production situé à 35 kilomètres au large des côtes aux Émirats arabes unis.
En mai 2017, Dana Gas PJSC et ses partenaires, Pearl Petroleum, déposent une plainte à la cour fédérale à Washington demandant la «reconnaissance et l'exécution» des sentences arbitrales dans un cas d'arbitrage de Londres, selon la juridiction américaine. La plainte fait partie d'un processus juridique qui permettra à Pearl Petroleum de saisir des biens kurdes si les Kurdes ne paient pas les prix décidés en arbitrage. Ils demandent des dommages-intérêts d'au moins 26,5 milliards de dollars au gouvernement de la région kurde autonome en Irak pour les retards dans les projets de pétrole et de gaz naturel, des expositions de tribunaux américains.
Fin août 2017,  la direction de Dana Gas informe du démarrage de la production du champ de gaz Zora. Ce champ est situé aux Emirats arabes unis, à 35 kilomètres au large des côtes de Sharjah et Ajman.

## Zone d'intervention
La société Dana Gas intervient essentiellement en Égypte, au Kurdistan et en Iraq.
On estime que la société a des réserves  de 152 millions de barils et un potentiel de ressources de quelque 900 millions de barils en Égypte et en Irak.

## Direction et effectifs
Effectif annoncé en avril 2016 : 500 employés.
Le HH Sheikh Ahmed Bin Sultan Al-Qasimi est le président d'honneur, et HH Sheikh Sultan Ben Ahmed Al-Qasimi en est le directeur. Tous les deux font partie du comité de direction qui comporte 12 membres.
Dr. Patrick Adrian Allman-Ward est son CEO depuis le 1er septembre 2013 et Mohamed Nour El Din El Taher Hussein est le General Counsel and Corporate Secretary.